# تأمين عام

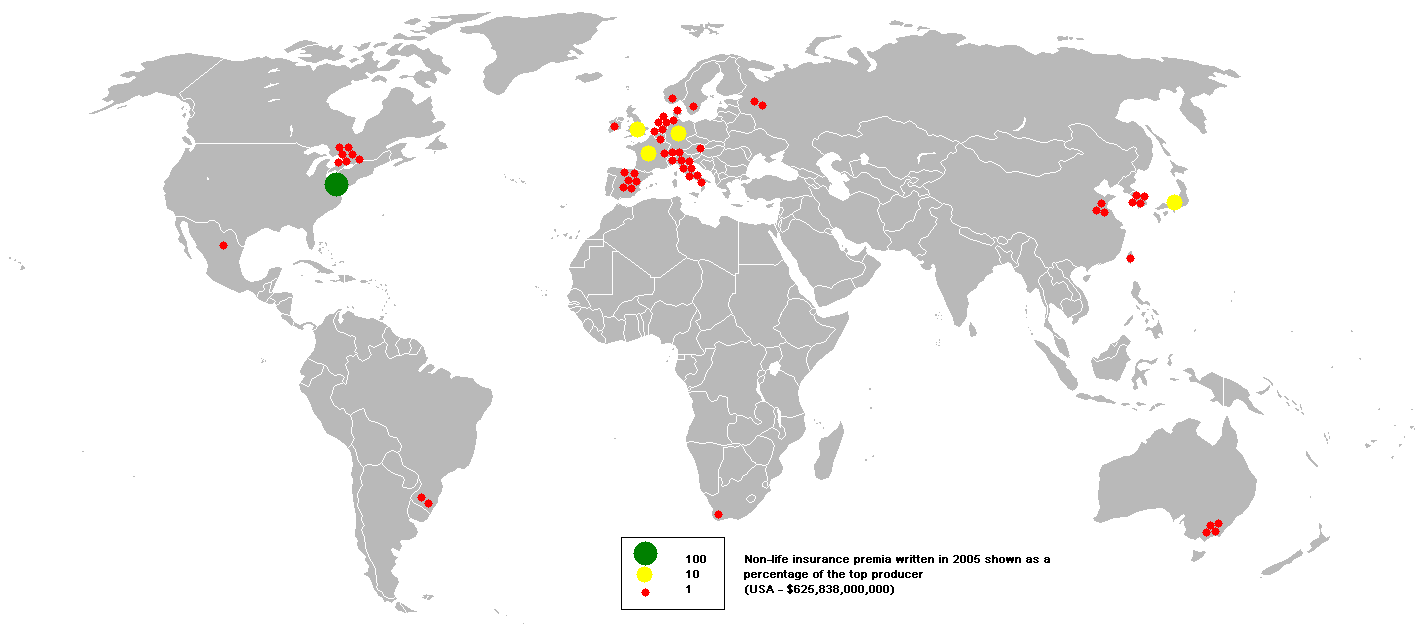
أقساط التأمين العامة (تأمين علي غير الحياة) عام 2005

التأمين العام أو بوليصة تأمين علي غير الحياة ، بما يشمل التأمين على السيارات والمنازل، بحيث تقدم شركة التأمين مبلغ من المال للمؤمن عليه تبعاً لمستوي الخسارة التي تعرض لها .